# Audita tremendi
Audita tremendi é uma encíclica publicada pela primeira vez pelo Papa Gregório VIII em 29 de outubro de 1187, convocando o que veio a ser conhecido como a Terceira Cruzada.

## Contexto
Após a morte do Papa Urbano III em 20 de outubro de 1187, que teria ocorrido quando ele soube da vitória de Saladino na Batalha de Hatim, o recém-eleito Papa Gregório VIII reuniu-se com seus conselheiros para redigir uma encíclica convocando outra cruzada na Terra Santa. Alguns historiadores, no entanto, especularam que muito, se não tudo, do que se tornaria Audita tremendi já havia sido preparado pelo próprio Urbano antes de sua morte.
Em qualquer caso, a encíclica foi publicada pela primeira vez em 29 de outubro de 1187 e lida em voz alta na corte papal em Ferrária. Gregório posteriormente colocou o cardeal bispo de Albano, Henrique, encarregado de pregar a cruzada na França e na Alemanha. O papa reeditou Audita tremendi com algumas modificações em 30 de outubro e 3 de novembro, enquanto uma quarta versão do texto foi enviada pelo sucessor de Gregório, Clemente III, em 2 de janeiro de 1188.

## Conteúdo
Gregório dirige-se a “todos os fiéis de Cristo” em Audita tremendi. Na sua carta, que começa com as palavras "Audita tremendi...", Gregório lamenta a derrota cristã na Batalha de Hatim, em 4 de Julho de 1187, que foi acompanhada pela execução dos Hospitalários e dos Templários e pela perda da Verdadeira Cruz. Ele argumenta que os muçulmanos devem ser vistos como pagãos, não como hereges cristãos, porque, na sua opinião, eles adoram um Deus diferente dos cristãos e judeus.
Contudo, Gregório também atribui os recentes infortúnios dos cristãos à “iniquidade” dos Estados cruzados “delinquentes”. Ele afirma que todos os cristãos são, portanto, obrigados a participar de outra cruzada como forma de penitência, para "apaziguar" Deus, que de outra forma teria escolhido reconquistar a Terra Santa por conta própria "se assim o desejasse". Além disso, Jesus Cristo “ensinou pelo seu próprio exemplo que os homens devem dar a sua vida pelos seus irmãos”.
Gregório termina prometendo uma indulgência a todos os cruzados, bem como concedendo-lhes imunidade contra processos judiciais e isentando-os de juros sobre seus empréstimos.

## Legado
Thomas W. Smith observou que "há muito tempo é considerada o auge das cartas papais do século XII". Penny J. Cole descreveu Audita tremendi como "talvez a mais emotiva de todas as bulas papais", enquanto Jonathan Phillips a chamou de "a bula sobre cruzada mais poderosa e emotiva de todas". De acordo com Jessalynn Bird, Edward Peters e James M. Powell, Audita tremendi “inspirou uma nova geração de teólogos morais a considerar as necessidades da Terra Santa e a ligá-las à regeneração moral da Europa cristã, um dos grandes temas da história dos séculos XII e XIII”.